# Asociación Víctimas del Terrorismo
La Asociación Víctimas del Terrorismo (AVT) es una asociación española formada en 1981 por víctimas de atentados terroristas. Sus miembros incluyen a heridos y a familiares de víctimas españolas de atentados terroristas de la banda terrorista ETA, del GRAPO, Terra Lliure, FRAP y del terrorismo islámico. La organización atiende a más de 4500 personas. Su actual presidenta es Maite Araluce, que sucedió a Alfonso Sánchez Rodrigo.

## Objetivos e integrantes
Su objetivo principal es auxiliar y apoyar a todas las víctimas del terrorismo, así como sensibilizar sobre sus problemas y posturas a la sociedad española. Ha sido destacado su papel en la consecución de importantes medidas que han permitido mejorar sustancialmente la situación de las víctimas españolas. [cita requerida]
Los socios que aglutina la AVT son heridos que han sobrevivido a los atentados, o en caso de muerte, su viudo o viuda o los familiares más inmediatos en el supuesto de que la víctima fuese soltero: padres, hermanos, etc.[cita requerida]
Actualmente, la AVT ayuda a más de 6000 personas. La asociación dispone de delegaciones territoriales en Andalucía, Aragón, Asturias, Castilla-La Mancha, Extremadura, Comunidad Valenciana, La Rioja, Murcia, Islas Canarias y País Vasco.
La AVT cuenta con más de 4500 asociados , mientras que desde la propia Asociación, declaran tener como miembros, al 90% de las víctimas de terrorismo asociadas (compatible con la primera cifra, ya que no todas las víctimas están asociadas). En cualquier caso, estas cifras la convertirían en la asociación de víctimas del terrorismo más importante de España y una de las más numerosas del mundo.

## Historia
La Asociación de Víctimas del Terrorismo fue creada en Madrid en 1981. Se trataba de una hermandad que, con la denominación Hermandad de Familiares de Víctimas del Terrorismo, había sido inscrita en el registro de asociaciones el 4 de febrero de ese año. Estaba promovida por Ana María Vidal-Abarca (que el año anterior había perdido a su marido, Jesús Velasco Zuazola, comandante de Caballería y jefe del cuerpo de Miñones de Álava, en un atentado perpetrado por ETA), Sonsoles Álvarez de Toledo (cuyo esposo, el teniente coronel de caballería Alfonso Queipo de Llano y Acuña, había muerto en el incendio del hotel Corona de Aragón) e Isabel O'Shea (que había tenido que dejar también el País Vasco debido a las amenazas terroristas). En palabras de Vidal-Abarca: «Ese mismo año, en septiembre, decidí venir a vivir a Madrid. Había asistido a muchos funerales que me conmovieron, y cuando me pasó a mí comprendí que había que hacer algo. Nuestro comienzo fue tremendo. Nadie nos hacía caso. Pensaban que éramos unas extremistas furiosas, y tuvimos que demostrar que éramos unas personas llenas de sentido común que lo único que queríamos era ayudar. Pretendíamos que todas esas viudas que dejaba ETA en aquella época se sintieran acogidas, se conocieran entre ellas, se apoyaran. Había muchas chicas jovencísimas con niños pequeños que se habían tenido que volver del País Vasco a su pueblo, a pueblos recónditos de toda España, y que desgraciadamente casi tenían que ocultar que eran víctimas del terrorismo. En esos momentos tremendos, que se le dé valor a la muerte de tu marido, de tu hijo o de tu padre es muy importante. Y así empezamos».
Inicialmente, las tres fundadoras ejercieron colegiadamente la dirección de la asociación, para posteriormente pasar el testigo a Pedro García Sánchez. En 1987, la asociación adoptó varias resoluciones trascendentes: cambió su nombre al actual, Asociación de Víctimas del Terrorismo; introdujo el cargo de secretario general y nombró una nueva presidenta, María Martín Peña, viuda de un guardia civil asesinado en Guipúzcoa en 1976. En 1989, una de las fundadoras, Ana María Vidal-Abarca, se hizo cargo de la presidencia, cargo que ostentó hasta 1999, cuando dimitió tras producirse la aprobación de la Ley de Solidaridad con las Víctimas del Terrorismo. La sucedió Sonsoles Álvarez de Toledo, que ocupó el cargo hasta 2003, cuando se hizo cargo de la presidencia Luis Portero de la Torre, hijo del fiscal jefe del Tribunal Superior de Justicia de Andalucía Luis Portero, asesinado por ETA en octubre de 2000. 
El 12 de junio de 2004 fue elegido presidente de la AVT Francisco José Alcaraz y vicepresidenta María Jesús Gónzalez (madre de Irene Villa), siendo reelegido el cargo de presidente el 13 de mayo de 2006. Desde el acceso al cargo de Francisco José Alcaraz, se la ha acusado de estar alineada con la política del Partido Popular.
Durante toda la legislatura 2004-2008, la AVT se opuso a las medidas del gobierno de José Luis Rodríguez Zapatero en materia antiterrorista, en especial al proceso fallido de negociación con ETA. La AVT insiste también en el cumplimiento íntegro de las penas de los condenados por terrorismo, y la negativa a cualquier tipo de diálogo o negociación con ETA. Debido a estas posturas, la AVT ha recibido la crítica de varios partidos políticos de izquierda y nacionalistas. La Asociación 11-M Afectados del Terrorismo acusa a la AVT de querer arrogarse la representación de las víctimas en materia antiterrorista. Se les acusa también de obedecer a los dictados del PP debido al apoyo que les presta este partido en sus denuncias y protestas, señalando por ejemplo que cuando José María Aznar intentó pactar un final dialogado con la banda, tras una tregua anunciada por ETA en 1998, no levantaron las mismas críticas.
Desde dichos sectores críticos con la AVT también se critica su empeño, según ellos, en sembrar la duda sobre la autoría de los atentados del 11M, algo que la AVT argumenta como petición de que se aclaren al máximo las circunstancias de dichos atentados. Las acusaciones desde la izquierda hacia la AVT se basan también en el posicionamiento político que la Asociación ha manifestado ante temas políticos concretos, como su defensa de la unidad de España y la asistencia y apoyo de partidos de extrema derecha, sin que jamás haya mostrado rechazo alguno a sus presencia, hecho que reprochan a la AVT sus detractores. 
En junio de 2005, Alcaraz demandó, por un presunto quebranto económico próximo al medio millón de euros, a las juntas que dirigieron la AVT entre 1997 y 2003, presididas por Ana María Vidal-Abarca y Sonsoles Álvarez de Toledo.
En mayo de 2006, Francisco José Alcaraz fue reelegido como presidente de la AVT, en una asamblea que contó con la presencia de casi 270 afiliados, por 601 votos a favor, 42 en contra y 9 abstenciones. Poco antes de la votación, el otro aspirante, Pablo Broseta, retiraba su candidatura denunciando según él el «comportamiento antidemocrático» de Alcaraz y presiones por parte de la cúpula del PP.
En abril de 2008 Francisco José Alcaraz dimitió del cargo alegando «motivos personales» después de cuatro años de enfrentamientos con el Gobierno de José Luis Rodríguez Zapatero, dando proceso a la renovación de toda la Junta Directiva, formada por él, Gabriel Moris, Carmen Miranda, Ana María Carro y Carlos Ábalos.
El 19 de abril de 2008 fue elegido como nuevo presidente de la AVT Juan Antonio García Casquero (víctima el 24 de mayo de 1992 de un atentado de ETA al hacer estallar un coche bomba contra una patrulla de la Policía Nacional que se dirigía al Estadio Vicente Calderón, resultando heridos dos civiles y siete policías, asociándose a la AVT el García 6 de noviembre de 1992), como vicepresidenta Ángeles Pedraza (cuya hija Miriam fue asesinada en los atentados del 11 de marzo de 2004 en Madrid), como secretaria general Carmen Miranda (mujer de Ramón Carlos Navia, capitán artillería del Ejército de Tierra, asesinado por ETA, el 6 de febrero de 1992, en un atentado contra una furgoneta militar en la plaza de la Cruz Verde de Madrid, en el que murieron otras cuatro personas y doce resultaron heridas), y como miembros de la junta Antonio Muñoz (víctima de un coche bomba de ETA el 19 de agosto de 1988 en Guipúzcoa en el que resultaron heridos cinco guardias civiles y un civil) y Manuela Lancharro (hermana de Antonio Lancharro, guardia civil asesinado por ETA el 14 de julio de 1986 en la plaza de la República Dominicana de Madrid, en el que murieron otros 11 guardias civiles y resultaron heridas 77 personas, y perpetrado por Iñaki de Juana Chaos). De ellos, la única que pertenecía a la anterior Junta Directiva es Carmen Miranda. El 26 de mayo de 2010 fue renovada la Junta Directiva de la AVT, siendo reelegida como presidenta Ángeles Pedraza y José Marco Jalle como vicepresidente. 
Tras la formación del gobierno del Partido Popular presidido por Mariano Rajoy, el nuevo ministro del Interior Jorge Fernández Díaz convocó a la presidenta de la AVT Ángeles Pedraza el 27 de abril de 2012 para explicarle el plan del gobierno de acercamiento de presos de ETA a las cárceles vascas, anunciado el día anterior. A la salida de la reunión, como también manifestaron el Foro de Ermua, Voces contra el terrorismo (que estuvo representada por Mamen Álvarez, esposa de su presidente Francisco José Alcaraz) y otras asociaciones, mostró su más completa oposición al plan del gobierno, porque no se exige que los reclusos pidan perdón a las víctimas, que es el cambio sustancial respecto de la política penitenciaria anterior. Además lamentó haberse enterado del plan a través de los medios de comunicación, y señaló la incoherencia que supone que un partido que cuando estaba en la oposición coincidía con sus planteamientos, y que hasta hace días aseguraba que no habría acercamientos de presos de ETA a cárceles vascas si la banda no se disolvía, haya cambiado de política. «Aunque por ahora no vamos a salir a la calle a manifestarnos, lo haremos igual que lo hicimos durante el Gobierno del PSOE si nos sentimos traicionadas», manifestó Ángeles Pedraza. Ángeles Pedraza fue reelegida como Presidenta en mayo de 2012 y en abril de 2014.
En abril de 2016, Alfonso Sánchez fue elegido nuevo presidente de la AVT con el 100% de los votos. En esa misma Asamblea, el nuevo presidente de la AVT tomó la palabra en el acto para proponer el nombramiento de Ángeles Pedraza como Presidenta de Honor de la asociación. La propuesta fue aplaudida por los asociados y aprobada por unanimidad.
Durante su Presidencia, Alfonso Sánchez ha continuado con la labor llevada a cabo en los años precedentes. Algunos de los hitos de su mandato, son el estreno del documental sobre víctimas de ETA titulado Voces calladas: el verdadero relato, la continuación del Proyecto Testimonios, la creación de la Cruz de la Dignidad para aquellas personalidades a las que la AVT quiere reconocer su trabajo por las víctimas y el impulso de la Ley para la Protección, Reconocimiento y Memoria de las Víctimas del Terrorismo de la Comunidad de Madrid.
En mayo de 2018, Maite Araluce ha sido elegida Presidenta de la AVT con el 97% de los votos de los asociados en la Asamblea General Ordinaria.

### Presidentes de la AVT
- Desde 2018: Maite Araluce
- 2016 - 2018: Alfonso Sánchez Rodrigo.[19]
- 2010 - 2016: Ángeles Pedraza.
- 2008 - 2010: Juan Antonio García Casquero.
- 2004 - 2008: Francisco José Alcaraz.
- 2003 - 2004: Luis Portero de la Torre.
- 1999 - 2003: Sonsoles Álvarez de Toledo.
- 1989 - 1999: Ana María Vidal-Abarca.
- 1987 - 1989: María Martín Peña
- ?? - 1987: Pedro García Sánchez.
- 1981 - ??: Ana María Vidal-Abarca, Sonsoles Álvarez de Toledo e Isabel O'Shea (dirección colegiada).

## Reconocimientos y premios
A lo largo de su historia la AVT ha recibido multitud de premios y reconocimientos recibidos de distintas instituciones y colectivos, entre ellos:
- Declaración de Utilidad Pública. Otorgada por el Ministerio del Interior en el 2004.
- Título de Miembro de la Orden del Mérito Constitucional, concedida por el rey Juan Carlos I.
- Concesión del XIII Premio a la Libertad. Otorgado por la Sociedad “El Sitio” del Bilbao.
- Medalla de Oro de Navarra a las Víctimas del Terrorismo.
- Premio UNICEM 2004 a los Valores Cívicos y Culturales.
- Medalla de Honor de Madrid. Concedida por Exmo. Ayto. de Madrid.
- Premio Convivencia. Ciudad Autónoma de Ceuta 2005.
- Diploma concedido por la Exma. Asamblea de Melilla “Por el ejemplo de solidaridad y modelo de esperanza”.
- Medalla de Oro de Galicia. Concedida por la Junta de Galicia.
- Medalla de la Comunidad de Madrid.
- Placa de Honor "Al mérito Constitucional", concedida por el Congreso de los Diputados en 2003
- Placa “A la AVT en reconocimiento a su labor en beneficio de las Víctimas”. Jefatura Superior de Policía de Madrid en 1997.
- Placa “A favor de las Víctimas del Terrorismo en reconocimiento a su meritoria labor”. Sindicato Profesional de Policía de Cataluña en 1992.

## Financiación
La Asociación recibe subvenciones anuales del Ministerio de Trabajo y Economía Social, del Ministerio de Derechos Sociales y Agenda 2030, del Ministerio de Defensa, de la Comunidad de Madrid, de la Obra Social de Caja de Madrid, y desde su creación, de la Fundación Víctimas del Terrorismo (FVT). Además, la AVT cuenta con las subvenciones que cada tres años ha venido concediendo el Ministerio del Interior. 
Otras ayudas provienen de donativos de instituciones como ayuntamientos y diputaciones, entidades privadas, y particulares.
En su página web (www.avt.org) no consta el presupuesto ni de ingresos ni de gastos. Solo un gráfico tipo tarta que expresa porcentualmente el origen de sus ingresos que, en su mayor parte, se trata de subvenciones estatales (Ministerio de Asuntos Sociales, Defensa e Interior)
La AVT, ha protestado por las cantidades que, afirman, reciben las otras asociaciones de víctimas. y a su vez, otras asociaciones han denunciado que la AVT percibe superiores cantidades concedidas "a dedo", por ejemplo, por la Comunidad de Madrid.

## Manifestaciones
El 22 de enero de 2005, una manifestación convocada por la Asociación Víctimas del Terrorismo (AVT) con el lema Por la memoria, dignidad y justicia de las víctimas deriva en críticas e insultos a una hipotética negociación del Gobierno con ETA. Tras la misma, el ministro de Defensa, José Bono, que había asistido a la manifestación, denunció haber sido agredido, lo que se tradujo en la detención de dos militantes del Partido Popular por haber participado supuestamente en la agresión, un hecho que derivó en una gran polémica política, mediática y judicial (el conocido como «caso Bono»).
El 4 de junio de 2005, convocó una manifestación en Madrid a la que acudieron 250 000 personas (según Policía Nacional, dependiente del Ministerio del Interior, en ese momento del PSOE) y 850 000 (según la Policía Municipal de Madrid, ayuntamiento gobernado en ese momento por el PP), siendo una de las manifestaciones más numerosas realizadas. A la convocatoria solo se sumó el Partido Popular. La AVT y el PP acusaron al gobierno de romper el Pacto Antiterrorista. Se le criticó la iniciativa presentada en el Congreso de los Diputados de dialogar con ETA siempre y cuando la banda se comprometa a dejar las armas. Desde el gobierno se criticó el hecho de que no se respetase uno de los puntos del propio pacto, que establecía que es responsabilidad del gobierno dirigir la política antiterrorista.
El 21 de septiembre, Zapatero se reunió con la AVT y otras cinco asociaciones de víctimas del terrorismo de ámbito autonómico. Allí, José Alcaraz rechazó el diálogo con ETA y el cierre de la comisión parlamentaria que investiga el 11-M. Ese mismo mes, la AVT denunció que el ministro de Trabajo y Asuntos Sociales, Jesús Caldera, había denegado la subvención correspondiente a la asignación tributaria del Impuesto sobre la Renta de las Personas Físicas. No obstante, el ministro denegó esta imputación, indicando que la AVT recibiría del IRPF ayudas "iguales" a su media histórica. Algunos medios conservadores como la revista Época o la cadena radiofónica COPE abrieron cuestaciones para que la AVT pudiese mantener los ingresos que el gobierno supuestamente le negaba.
El 25 de febrero de 2006, convoca una manifestación en Madrid bajo el lema "en mi nombre no" para pedir al gobierno que no negocie con los terroristas y que sí debe haber vencedores (los españoles) y vencidos (los terroristas), en referencia a una declaración aprobada por el Parlamento Vasco que pide "un final sin vencedores ni vencidos". Según la Delegación del Gobierno en Madrid (del gobierno del PSOE) acudieron 110 000 personas, 1 400 000 según Consejería de Interior de la Comunidad de Madrid, gobernada por el PP, y 1 750 000 según los convocantes.
El 10 de junio de 2006 la AVT vuelve a convocar una nueva manifestación de repulsa con la política antiterrorista del gobierno con los lemas "Queremos saber la verdad" y Negociación en mi nombre no el primero hacía referencia a las dudas que sobre la autoría aun mantiene dicha organización. Una buena parte de las pancartas y lemas coreados aludían a esta postura. Acuden 185 000 personas según el Manifestómetro, 200 000 personas según El País, 216 000 según El Mundo, 243 000 según la delegación del gobierno y en torno a un millón según la Comunidad de Madrid. Esta última cifra fue presentada sin información sobre la realización del conteo haciendo imposible contrastarla.
El 25 de noviembre de 2006 la AVT convoca de nuevo una manifestación en Madrid bajo el lema la rebelión cívica. Congrega a 130 000 personas según cálculos de la Dirección General de la Policía y facilitados por la Delegación del Gobierno. El País cifra la asistencia en 120 000 personas según cálculos propios. La Comunidad de Madrid por su parte da la cifra de 1 300 000 asistentes aunque nuevamente la Comunidad sigue sin ofrecer información contrastable sobre la realización del conteo.
El 31 de diciembre de 2006 tras el atentado de ETA en Barajas, la AVT convocó a manifestaciones en las que se registraron diversos incidentes ; hubo enfrentamientos con otras concentraciones de distinta ideología, una periodista de TVE debió ser escoltada de nuevo y se produjeron insultos y calumnias contra otros informadores, contra el Gobierno y contra el presidente Rodríguez Zapatero; tras la manifestación de Madrid, varios grupos de manifestantes se dirigieron a la sede del PSOE para pedir la dimisión del presidente del Gobierno. En Salamanca también se produjeron algunos incidentes.
Durante estos últimos años la AVT se ha acercado y trabajado conjuntamente con diferentes partidos políticos de derecha, tales como Ciudadanos, Partido Popular y Vox. Paralelamente se ha vuelto una voz muy activa y crítica contra el actual gobierno y los partidos mayoritarios de izquierda del país, especialmente el PSOE y la Izquierda Abertzale, llegando a repudiar públicamente esta última [6]. En 2018 los miembros de la asociación forzaron la dimisión del presidente de dicha entidad, Alfonso Sánchez, por haberse reunido con diferentes dirigentes de la Izquierda Abertzale, como Jonan Fernández. En los actos que organiza la AVT es frecuente ver banderas franquistas y asistentes realizando el saludo fascista.

## Proyecto Europeo de la AVT: "European Platform to Assist Victims of Terrorism" (EPAVT)
Los días 8 y 9 de junio de 2017 la Asociación Víctimas del Terrorismo organizó un seminario en Madrid sobre asistencia y protección específica para las víctimas del terrorismo en Europa, con la participación de representantes de asociaciones e instituciones internacionales y de profesionales de la psicología especialistas en asistencia  a víctimas del terrorismo. Este seminario ha sido una de las actividades que la AVT ha llevado a cabo en el ámbito internacional para defender los derechos de las víctimas del terrorismo ante los organismos internacionales y para sensibilizar a las instituciones y a la opinión pública internacional sobre el carácter especialmente grave del delito de terrorismo. Su objetivo es ayudar a sentar las bases de la cooperación entre asociaciones, instituciones y profesionales competentes de todos los países miembros.
Este seminario internacional se inscribe en el marco del proyecto europeo que la AVT ha llevado a cabo gracias al apoyo de la Dirección de Justicia de la Unión Europea: la Plataforma Europea de Apoyo a las Víctimas del Terrorismo, EPAVT.  Desde la Asociación Víctimas del Terrorismo se pretende que EPAVT sea un espacio de referencia en materia de atención a las víctimas del terrorismo en Europa. Por eso, la plataforma en línea alberga toda la información disponible sobre profesionales especialistas en atención a víctimas, asociaciones e instituciones responsables del apoyo a víctimas del terrorismo en todos los países europeos.
Con estas iniciativas, la AVT se convierte en promotora principal de una política europea decidida en materia de reconocimiento y protección integral a las víctimas del terrorismo fundamentada en el conocimiento y amplísima experiencia que existe en España.   

## Acción judicial
Habitualmente la asociación se persona en los juicios que se siguen contra terroristas y denuncia a las personas que considera que enaltecen el terrorismo, como acusación particular, formando parte de sus fines:
"Promover y asistir en las acciones judiciales necesarias a favor de las víctimas del terrorismo y de la sociedad en general, en los procedimientos judiciales, civiles o administrativos que se sigan con motivo de acciones terroristas."

### Controversia sobre las letras de algunos grupos de música
Desde el 2003 la AVT presiona a los ayuntamientos que contratan a grupos como Soziedad Alkoholika, Banda Bassotti, Fermin Muguruza o Su Ta Gar alegando que hacen apología del terrorismo. La Asociación Víctimas del Terrorismo contacta con los ayuntamientos que tienen planeado contratar a alguno de estos grupos hasta que consiguen que se suspendan las actuaciones. Sin embargo, ninguno de estos grupo musicales ha sido nunca condenado judicialmente y las querellas de la AVT nunca han prosperado en ese sentido.
Contra el grupo vasco Soziedad Alkoholika la AVT presentó en 2004 varias querellas ante la Audiencia Nacional, acusándoles de incumplir el artículo 578 del Código Penal que castiga con pena de uno o dos años de cárcel a quienes lleven a cabo el "enaltecimiento o justificación" del terrorismo, así como a los que lleven a cabo acciones que supongan "descrédito, menosprecio o humillación de las víctimas de los delitos terroristas o de sus familiares".
En 2005 tras haber declarado tres veces en la Audiencia Nacional, el juez Baltasar Garzón archivó la querella. Sin embargo, en enero de 2006 la Audiencia Nacional ordenó que se continuara el proceso. El grupo ha comunicado varias veces que ni ellos ni sus canciones apoyan a ETA ni hacen apología del terrorismo, a pesar de la publicación de canciones como "Explota Zerdo", en cuya letra se dice "Huele a esclavo de la ley, zipaio, siervo del rey, lameculos del poder, carroñero coronel. ¡explota zerdo! Dejarás de molestar, ¡explota txota! Sucia rata morirás." En ambientes abertzales, se llama "zipaio" o "zipayo" a la policía vasca. 
La Audiencia Nacional finalmente dictó sentencia absolutoria para todos los miembros de Soziedad Alkoholika.

### Juicios a terroristas
La AVT fue criticada por omitir, junto con el Mº Fiscal, la aportación una prueba incriminatoria esencial en el juicio por el secuestro de José María Aldaya, dando como resultado la absolución, por falta de pruebas del secuestrador Gregorio Vicario Setién.
Haciendo referencia a otra sentencia posterior en la que Vicario fue condenado, la AVT mostró su "preocupación" por la manera en que se está juzgando a los terroristas y alertó sobre el desconcierto "que supone considerar válidas las mismas pruebas en algunos casos y en otros no". El Tribunal por su parte consideró en esta segunda sentencia que, las pruebas aportadas eran totalmente diferentes, haciendo distinción entre las declaraciones testificales realizadas como coimputados y las realizadas por testigos ya sentenciados.
La Asociación Víctimas del Terrorismo (AVT) señaló el viernes 17 de agosto de 2012 mediante un comunicado que la concesión del tercer grado penitenciario al preso de ETA Josu Uribetxeberria Bolinaga, condenado por el secuestro de Ortega Lara y enfermo terminal de cáncer, confirma la traición a las víctimas del terrorismo y al Estado de Derecho por parte del gobierno del Partido Popular.

### Periodistas
El 22 de enero de 2007 la AVT anunció que se querellaba contra Javier Marías y el diario El País por "falsa y un presunto delito de injurias", a raíz de la publicación de un artículo del escritor donde se lamentaba por la deriva de la AVT y por utilizar a la AVT como «"brazo manifestante" de la extrema derecha mediática», bajo la dirección de Alcaraz, su presidente en aquellos tiempos, y acusaba a presuntos miembros que acudían a una concentración de la AVT (a los que tildó de "energúmenos" y de "guerracivilistas"), en la que se proferían gritos como «¡Hay que fusilar a Zapatero!¡Hay que fusilarlos a todos con una Parabellum!», de hostigar a personas en virtud de su pretendida ideología.
En este sentido, el escritor y columnista de El País, Javier Marías, afirmó, en un artículo en el que comentaba el caso de distintas personas que fueron perseguidas e insultadas por participantes de manifestaciones de la AVT por portar prensa no conservadora, que la AVT, bajo la presidencia de Juan José Alcaraz, se había convertido en el «"brazo manifestante" de la extrema derecha mediática, encabezada por la emisora radiofónica de los obispos siembracizañas». El artículo fue calificado por la AVT como «demagogo e injusto», y acusó al autor y al periódico de publicar información falsa y cometer un delito de injurias, además de declarar que estas publicaciones obedecen a un intento de desligitimación de la asociación.
Durante el gobierno del socialista José Luis Rodríguez Zapatero, en 2007, algunos manifestantes corearon la consigna "¡Zapatero, al hoyo con tu abuelo!" durante una marcha —el abuelo de Zapatero fue un capitán fusilado por los militares sublevados en el golpe de Estado de julio de 1936 por mantenerse leal a la República—.
En 2014, la delegada de la AVT en Huelva y Cádiz, Lupe Sánchez, envió un tuit en el que parafraseaba el lema franquista "España una, grande y libre": en el mismo decía "Arriba España, grande y una DEP Don Blas Piñar" como homenaje hacia el recientemente fallecido político ultraderechista Blas Piñar. Posteriormente borró dicho mensaje.
De la misma forma, en 2007, el periodista José María Calleja criticó la estrategia de la AVT en contra del gobierno de José Luis Rodríguez Zapatero afirmando que su presidente, Francisco José Alcaraz, estaba utilizando "torticeramente" a las víctimas del terrorismo "para hacer política de ultraderecha".